# Федосенко Юрій Олександрович
Юрій Олександрович Федосенко (нар. 10 травня 1989, Ковель, Волинська область, УРСР) — український футболіст, півзахисник.

## Життєпис
Народився в місті Ковель, Волинська область. Вихованець луцької «Волині». Окрім лучан, у ДЮФЛУ також виступав за «Динамо» (Київ), «Ізотоп» (Кузнецовськ) та «Обрій» (Нікополь).
Дорослу футбольну кар'єру розпочав у луцькій «Волині», проте за першу команду так і не зіграв жодного офіційного поєдинку. У 2007 році приєднався до «Геліоса», у футболці якого в Першій лізі зіграв 13 матчів (1 гол) та 1 поєдинок у кубку України. На початку вересня 2008 року на запрошення Олександра Рябоконя приєднався до «Десни». У 2008 році зіграв також 2 поєдинки в Другій лізі у футболці «Княжої-2». На початку липня 2009 року підсилив «Фенікс-Іллічовець». У Першій лізі за колектив з Калініно зіграв 11 матчів (1 гол), ще 3 поєдинки провів у кубку України. У січні 2010 року відправився на перегляд до узбецького «Навбахору», проте клубу не підійшов. У сезоні 2009/10 років також зіграв 3 поєдинки в Першій лізі за тернопільську «Ниву». Наступний сезоні відіграв в Польщі, у складі третьолігового клубу «Радомяк» (Радом). Потім повернувся до України, пройшов тренувалтний збір з луцькою «Волинню», проте головний тренер «хрестоносців» Анатолій Дем'яненко не бачив Юрія в першій команді. На початку березня 2013 року підписав контракт з «Сумами», проте у футболці «городян» зіграв лише 2 матчі в Першій лізі. По завершенні сезону 2012/13 років залишив «Суми».
З 2013 по 2014 рік виступав за ОДЕК. У чемпіонаті України серед аматорів зіграв 6 матчів. По ходу сезону 2014 року приєднався до ФК «Малинськ», в якому виступав до завершення сезону 2018/19 років.